# Cung điện Whitehall

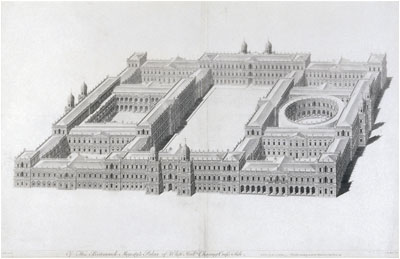
Sơ đồ cung điện của Inigo Jones, năm 1638, để xây một cung điện mới tại Whitehall.

Cung điện Whitehall (hay Cung điện White Hall) là nơi cư trú chính của các quốc vương Anh ở London từ năm 1530 cho đến năm 1698 khi hầu hết các cấu trúc của nó, ngoại trừ Nhà tiệc của Inigo Jones, đã bị hỏa hoạn phá hủy. Trước khi bị hỏa hoạn, nó đã là cung điện lớn nhất ở châu Âu với hơn 1.500 phòng, vượt qua Vaticano và Versailles. Cung điện cấp tên của nó, Whitehall, cho con đường mà nhiều tòa nhà hành chính của Vương quốc Anh chính phủ đang tọa lạc, và do đó từ này có nghĩa hoán dụ để chỉ chính quyền trung ương.